# 湯山大一郎
湯山 大一郎（ゆやま だいいちろう、1980年4月9日 - ）は日本の俳優、舞踏家。京都府出身。2018年まで大駱駝艦およびキャメルアーツ所属。以降、2022年までキャメルアーツと業務提携。身長179cm。
東京都立大学 (1949-2011)(首都大学東京)出身。学生時代より、劇団での活動を行っていた。
また、大学在籍時には茶道を学んでいた。そのため、茶道に若干の心得がある。大駱駝艦では通訳も担当していた。

## 出演

### テレビドラマ
- ヤンキー母校に帰る（2003年） - 伴正則 役
- ビー・バップ・ハイスクール（2004年）
- タイガー＆ドラゴン 第8話（2005年6月3日、TBS） - 神保組組員 役
- 慶次郎縁側日記（2006年）
- 隠蔽捜査（2007年）
- セクシーボイスアンドロボ（2007年）
- あの日、僕らの命はトイレットペーパーよりも軽かった（2008年）
- ロス:タイム:ライフ（2008年）
- サラリーマン金太郎（2008年）
- ハンチョウ〜神南署安積班〜（2009年）
- SPEC〜警視庁公安部公安第五課 未詳事件特別対策係事件簿〜（2010年） - 第4話ゲスト・植松育児 役

### 映画
- 頭文字D THE MOVIE（2004年）
- missing pages（2005年）
- ロマンチック金銭感覚（2024年）[1]

### ネット配信
- 火花 第2話（2016年、Netflix）

### 舞台
- 金閣寺（2011年、神奈川芸術劇場）
- 金閣寺（2012年、赤坂ACTシアター）

### PV
- 「Melt」2 アパレルブランドプロモーション

### CM
- すき家「牛丼祭り 男の祭り一番乗り」編